# 上訴

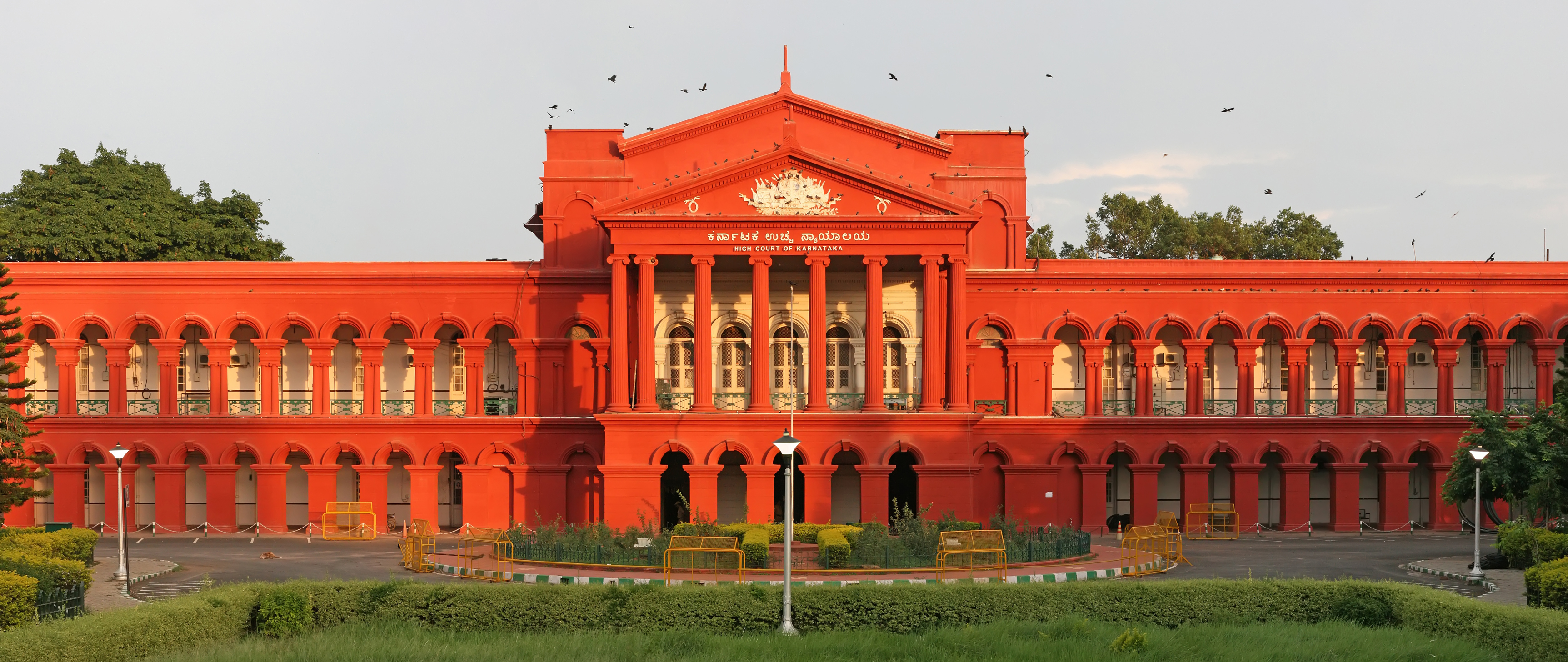
位于印度班加罗尔的卡纳塔克邦高级法院大楼，该院承接针对卡纳塔克邦内下级法院判决的上诉请求

上訴（英語：appeal），是指案件当事人不服法院的判決結果，而向上級法院請求重新審理案件，並為撤銷或變更原判決的一項法律制度，普遍存在於各種訴訟制度當中。另如認法院判決有違國家法令，或為平反冤獄，可提非常上訴。

## 參閱
- 抗诉
- 司法覆核
- 司法解釋
- 違憲審查
- 民事訴訟法
- 美國上訴程序（英语：Appellate procedure in the United States）